# 自衛隊兵庫地方協力本部
自衛隊兵庫地方協力本部（じえいたいひょうごちほうきょうりょくほんぶ、Hyogo Provincial Cooperation Office）は、兵庫県神戸市中央区脇浜海岸通1-4-3神戸防災合同庁舎4階に所在する、自衛隊地方協力本部のひとつ。陸・海・空自衛隊共同の機関だが、陸上自衛隊の中部方面総監の指揮監督下にある。管轄する地域における防衛省・自衛隊の総合窓口として兵庫県管内で活動する。

## 沿革
- 1956年（昭和31年）8月1日 - 自衛隊兵庫地方連絡部が編成
- 2006年（平成18年）7月31日 - 自衛隊兵庫地方協力本部に改編
- 2009年（平成21年）2月1日 - 本部を神戸第2地方合同庁舎別館（神戸市中央区波止場町）から現在地に移転[2]

## 出先機関
- 阪神丹波地区隊　（伊丹駐屯地内）
  - 西宮地域事務所　担当地区：尼崎市、西宮市、芦屋市
  - 伊丹地域事務所　担当地区：伊丹市、宝塚市、川西市、猪名川町
  - 柏原地域事務所　担当地区：三田市、丹波篠山市、丹波市
- 神戸地区隊
  - 神戸出張所　担当地区：中央区、東灘区、灘区、兵庫区、長田区、須磨区
  - 北神戸募集案内所　担当地区：北区
  - 西神戸募集案内所　担当地区：垂水区、西区
- 東播地区隊
  - 加古川地域事務所　担当地区：明石市、加古川市、高砂市、稲美町、播磨町
  - 青野原分駐所　（青野原駐屯地内）　担当地区：西脇市、三木市、小野市、加西市、加東市、多可町
- 姫路西播地区隊
  - 姫路地域事務所　担当地区：姫路市、宍粟市、神河町、市川町、福崎町
  - 相生地域事務所　担当地区：相生市、たつの市、赤穂市、太子町、上郡町、佐用町
- 但馬地区隊
  - 豊岡出張所　担当地区：豊岡市、養父市、朝来市、香美町、新温泉町
- 淡路地区隊
  - 淡路島駐在員事務所　担当地区：洲本市、淡路市、南あわじ市

## 主要幹部
| 官職名                   | 階級    | 氏名     | 補職発令日     | 前職                 |
| ------------------------ | ------- | -------- | -------------- | -------------------- |
| 自衛隊兵庫地方協力本部長 | 1等陸佐 | 福森秀樹 | 2024年03月28日 | 第10師団司令部幕僚長 |

| 代 | 階級    | 氏名       | 在職期間                                                    | 出身校・期                     | 前職                                                                                         | 後職                                                    |
| -- | ------- | ---------- | ----------------------------------------------------------- | ------------------------------ | -------------------------------------------------------------------------------------------- | ------------------------------------------------------- |
| 01 | 2等陸佐 | 遠山長江   | 1956年08月01日 - 1958年03月15日 ※1956年08月16日 1等陸佐昇任 | 京都帝国大学 昭和9年卒         |                                                                                              | 北部方面総監部法務課長                                  |
| 02 | 1等陸佐 | 金沢数男   | 1958年03月16日 - 1961年02月28日                             | 京都帝国大学 昭和10年卒        | 第20普通科連隊副連隊長                                                                       | 中部方面総監部付 →1962年1月1日 退職                     |
| 03 | 1等陸佐 | 中原豊     | 1961年03月01日 - 1963年07月31日                             | 東京帝国大学 昭和13年卒        | 陸上自衛隊業務学校人事教育課長                                                               | 東部方面総監部第1部長                                   |
| 04 | 1等陸佐 | 金栗省吾   | 1963年08月01日 - 1966年03月15日                             | 京都帝国大学 昭和11年卒        | 西部方面総監部総務課長                                                                       | 中部方面総監部付 →1966年6月13日 停年退官 （陸将補昇任） |
| 05 | 1等陸佐 | 三島徹     | 1966年03月16日 - 1968年07月15日                             | 國學院大學                     | 第8普通科連隊長 兼 米子駐とん地司令                                                          | 中部方面総監部付 →1968年10月1日 停年退官                |
| 06 | 1等陸佐 | 丸毛信太郎 | 1968年07月16日 - 1969年07月15日                             | 東京帝国大学 昭和20年卒        | 第33普通科連隊長 兼 久居駐とん地司令                                                         | 陸上幕僚監部第1部副部長                                 |
| 07 | 1等陸佐 | 望月真七   | 1969年07月16日 - 1971年07月15日                             | 陸士53期                       | 第4特科連隊長 兼 久留米駐とん地司令                                                          | 第1特科団副団長                                         |
| 08 | 事務官  | 村尾欣也   | 1971年07月16日 - 1973年07月31日                             | 京都帝国大学 昭和19年卒        | 自衛隊東京地方連絡部副部長                                                                   | 調達実施本部契約第3課長                                 |
| 09 | 1等陸佐 | 吉田知弘   | 1973年08月01日 - 1976年03月15日                             | 関西大学 昭和24年卒            | 西部方面総監部第1部長                                                                        | 第13師団副師団長 兼 海田市駐とん地司令                  |
| 10 | 1等陸佐 | 有光丈典   | 1976年03月16日 - 1978年06月30日 ※1977年03月16日 陸将補昇任  | 陸航士58期                     | 防衛大学校訓練部訓練課長                                                                     | 陸上幕僚監部付 →1979年1月1日 退職                       |
| 11 | 陸将補  | 檜森政一   | 1978年07月01日 - 1980年03月16日                             | 陸士60期                       | 第12師団司令部幕僚長                                                                         | 中部方面総監部付 →1980年7月1日 退職                     |
| 12 | 1等陸佐 | 磯野盛雄   | 1980年03月17日 - 1982年03月15日 ※1980年04月01日 陸将補昇任  | 陸士60期・ 中央大学 昭和30年卒 | 陸上自衛隊関西地区補給処桂支処長 兼 武器業務部長 兼 関西地区補給処武器部長 兼 桂駐とん地司令 | 陸上自衛隊武器学校長 兼 土浦駐とん地司令                |
| 13 | 陸将補  | 狩野泰輔   | 1982年03月16日 - 1983年06月30日                             | 大幼47期                       | 東部方面総監部幕僚副長                                                                       | 北部方面総監部幕僚長 兼 札幌駐屯地司令                  |
| 14 | 1等陸佐 | 竹田凱光   | 1983年07月01日 - 1985年08月07日 ※1984年01月01日 陸将補昇任  | 防大1期                        | 陸上幕僚監部装備部需品課長                                                                   | 陸上自衛隊需品学校長                                    |
| 15 | 1等陸佐 | 馬渡史郎   | 1985年08月08日 - 1987年03月31日                             | 明治学院大学 昭和30年卒        | 中部方面総監部総務部長                                                                       | 退職（陸将補昇任）                                      |
| 16 | 1等陸佐 | 平野浤治   | 1987年04月01日 - 1989年03月15日 ※1987年07月07日 陸将補昇任  | 防大3期                        | 陸上幕僚監部調査部調査第2課長                                                                | 陸上自衛隊調査学校長                                    |
| 17 | 1等陸佐 | 川崎洋一郎 | 1989年03月16日 - 1991年03月15日                             | 防大5期                        | 第11師団司令部幕僚長                                                                         | 第1教育団長                                             |
| 18 | 1等陸佐 | 村上興宣   | 1991年03月16日 - 1992年11月30日                             | 熊本大学 昭和35年卒            | 陸上自衛隊富士学校企画室長                                                                   | 退職（陸将補昇任）                                      |
| 19 | 1等陸佐 | 臨光昭憲   | 1992年12月01日 - 1995年06月29日                             | 防大9期                        | 第9師団司令部幕僚長                                                                          | 第1師団副師団長 兼 練馬駐屯地司令                       |
| 20 | 1等陸佐 | 川道亮介   | 1995年06月30日 - 1996年11月30日                             | 防大9期                        | 第4師団司令部幕僚長                                                                          | 陸上自衛隊幹部候補生学校副校長 兼 企画室長              |
| 21 | 1等陸佐 | 大越雅行   | 1996年12月01日 - 1998年12月07日                             | 防大10期                       | 第6師団司令部幕僚長                                                                          | 第10師団副師団長 兼 守山駐屯地司令                      |
| 22 | 1等陸佐 | 神本光伸   | 1998年12月08日 - 2000年06月29日                             | 防大14期                       | 陸上幕僚監部装備部武器・化学課長                                                             | 防衛医科大学校学生部長                                  |
| 23 | 1等陸佐 | 矢野義昭   | 2000年06月30日 - 2002年07月31日                             | 京都大学 昭和49年卒            | 統合幕僚会議事務局第4幕僚室 後方補給運用調整官 兼 後方補給班長                               | 陸上自衛隊幹部学校教育部長                              |
| 24 | 1等陸佐 | 片山和美   | 2002年08月01日 - 2004年07月31日                             | 防大19期                       | 第4特科群長 兼 上富良野駐屯地司令                                                            | 装備実験隊長                                            |
| 25 | 1等陸佐 | 増子講一   | 2004年08月01日 - 2006年08月03日                             | 防大20期                       | 陸上自衛隊高射学校副校長 兼 企画室長                                                         | 第12旅団副旅団長 兼 相馬原駐屯地司令                    |
| 26 | 1等陸佐 | 濱﨑久実   | 2006年08月04日 - 2008年03月25日                             | 防大23期                       | 陸上自衛隊補給統制本部装備計画部長                                                           | 第8師団副師団長 兼 北熊本駐屯地司令                     |
| 27 | 1等陸佐 | 秋山淳     | 2008年03月26日 - 2010年07月25日                             | 防大23期                       | 陸上幕僚監部装備部施設課長                                                                   | 第2施設団長 兼 船岡駐屯地司令                           |
| 28 | 1等陸佐 | 西川公康   | 2010年07月26日 - 2011年08月04日                             | 防大26期                       | 東北方面総監部人事部長                                                                       | 陸上自衛隊関東補給処副処長                              |
| 29 | 1等陸佐 | 服部正     | 2011年08月05日 - 2013年12月17日                             | 防大29期                       | 陸上幕僚監部装備部航空機課長                                                                 | 第8師団副師団長 兼 北熊本駐屯地司令                     |
| 30 | 1等陸佐 | 下醉尾芳孝 | 2013年12月18日 - 2015年08月03日                             | 防大30期                       | 統合幕僚監部総務部総務課長                                                                   | 第9師団司令部幕僚長                                     |
| 31 | 1等陸佐 | 鳥海誠司   | 2015年08月04日 - 2016年06月30日                             | 防大34期                       | 陸上幕僚監部運用支援・情報部 運用支援課長                                                    | 第6師団副師団長 兼 神町駐屯地司令                       |
| 32 | 1等陸佐 | 六車昌晃   | 2016年07月01日 - 2018年07月31日                             | 生徒25期・ 日本大学 昭和62年卒 | 陸上幕僚監部装備計画部 武器・化学課長                                                        | 陸上自衛隊関東補給処副処長                              |
| 33 | 1等陸佐 | 生田目徹   | 2018年08月01日 - 2021年03月25日                             | 防大33期                       | 西部方面総監部総務部長                                                                       | 陸上自衛隊施設学校副校長 兼 企画室長                    |
| 34 | 1等陸佐 | 髙岡久     | 2021年03月26日 - 2023年03月12日                             | 防大35期                       | 陸上総隊司令部総務部長                                                                       | 陸上自衛隊施設学校副校長 兼 企画室長                    |
| 35 | 1等陸佐 | 宮崎紀彦   | 2023年03月13日 - 2024年03月27日                             | 防大41期                       | 陸上幕僚監部監理部会計課長                                                                   | 陸上自衛隊小平学校長 兼 小平駐屯地司令                  |
| 36 | 1等陸佐 | 福森秀樹   | 2024年03月28日 -                                            | 防大36期                       | 第10師団司令部幕僚長                                                                         |                                                         |